# Évian (eau minérale)
Pour les articles homonymes, voir Évian (homonymie).
Évian est une marque d’eau minérale en bouteille appartenant à la « division eaux » de la multinationale agroalimentaire Danone.

## Source
Sa source se situe à Évian-les-Bains dans le département de la Haute-Savoie.

## Historique
En 1789, le comte Jean-Charles de Laizer aurait supposément constaté une amélioration de sa maladie rénale à la suite de l'absorption régulière des eaux de la source Sainte-Catherine. Cette amélioration présumée provoque l'afflux de nombreux consommateurs, ce qui fait prendre la décision au propriétaire de la source, un monsieur Cachat, de la faire payer.
En 1824, l'exploitation commerciale de la source s'élargit avec l'inauguration de bains et la source Sainte-Catherine est renommée source Cachat. En 1826, les ducs de Savoie autorisent la mise en bouteille. L'eau est alors stockée dans des cruches en terre. En 1827, Cachat fait ériger un établissement thermal. Deux ans plus tard, la Société anonyme des eaux minérales de Cachat est créée. La société devient française lorsque la Savoie est annexée par la France en 1860.
En 1869, la société devient la Société anonyme des eaux minérales d’Évian-les-Bains à la suite d'un décret autorisant l’appellation de la ville : Évian-les-Bains. De 1892 à 1927, la municipalité est propriétaire de la source et donne à bail, moyennant redevance, la source à la société d'exploitation. En 1901, l'embouteillage se fait dans des touries (bonbonnes entourées d’osier). En 1908, Évian est commercialisée en bouteilles de verre fabriquées par les verreries Souchon-Neuvesel, futur BSN puis Danone.
En 1960, Évian s'associe avec Badoit. En 1962, l'entreprise commercialise des brumisateurs. En 1964, le groupe BSN (futur Danone) entre à hauteur de 25 % dans le capital. Antoine Riboud, PDG de Souchon-Neuvesel, fait entrer Évian en grande surface. En 1965, l'entreprise démarre la construction d'une usine d'embouteillage à Amphion dans la commune de Publier à 3 km d'Évian-les-Bains, l'eau y arrivant par des canalisations en acier inoxydable. La même année, la société Évian absorbe Badoit. 4 millions de litres d'eau sont alors embouteillés chaque jour. En 1969, la première bouteille en PVC sort. En 1970, le groupe BSN prend le contrôle à 100 % de la société Évian.
En 1984, l'entreprise ouvre l'espace thermal Évian et ferme les anciens établissements thermaux devenus trop exigus. En 1985 est produite la première bouteille avec bouchon à vis. En 1989, Évian ajoute une poignée de portage sur les packs. En 1995, l'entreprise est la première à lancer les bouteilles en plastique PET. En 2001, il y a le lancement de neuf produits cosmétiques Évian Affinity fabriqués sous licence par la société américaine Johnson & Johnson. En 2020, profitant de la pandémie de Covid-19, l’usine de Publier commercialise 100 000 flacons de gel hydroalcoolique.

## Chiffres

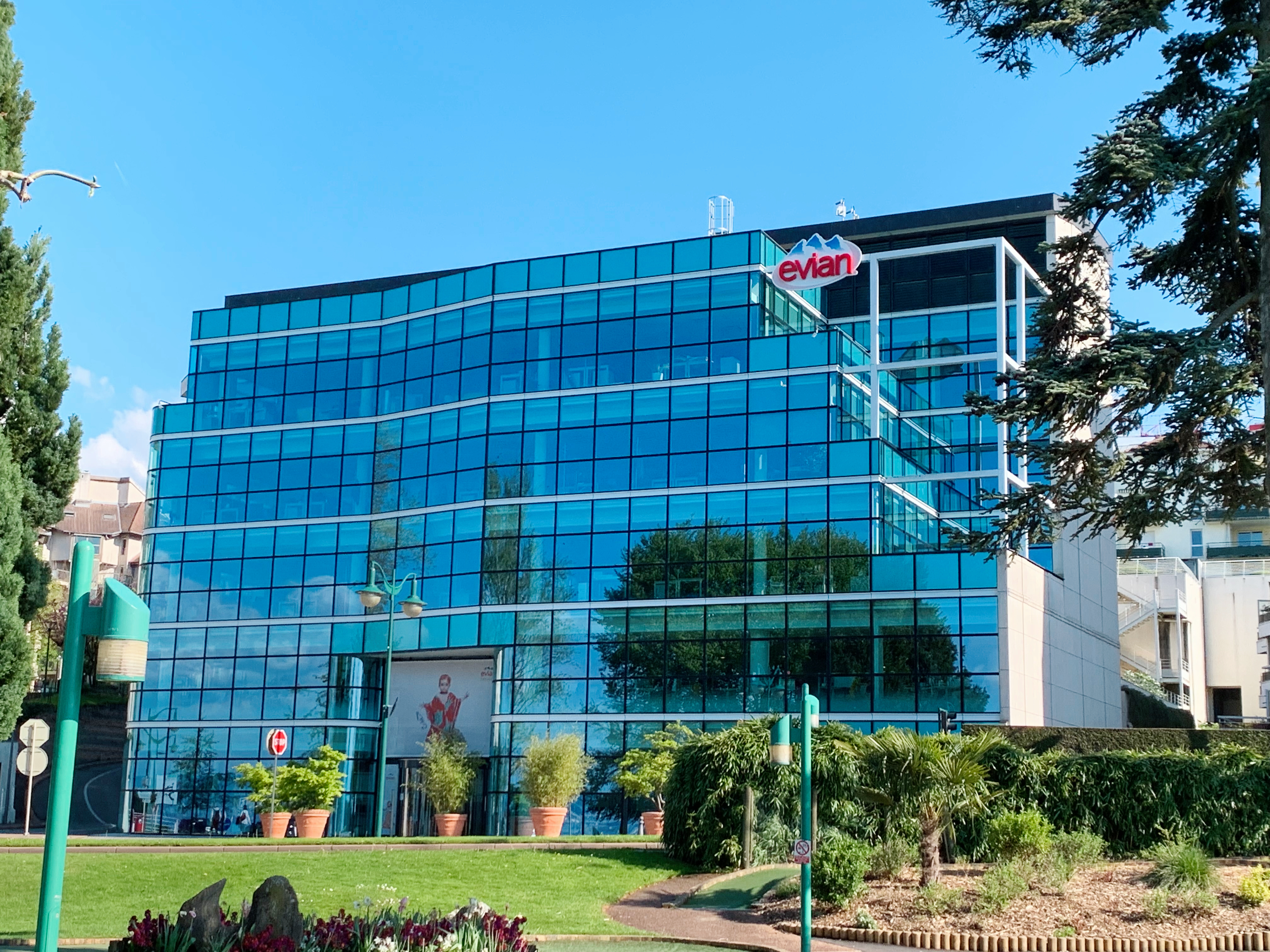
Le siège de la Société anonyme des eaux minérale d'Évian à Évian-les-Bains.

En comparaison de la concurrence, la « division eaux » de Danone dont fait partie Évian, est no 2 mondial en volume des eaux en bouteilles avec 18 milliards de litres, derrière Nestlé Waters. En 2009, cette division « Eaux » représente 17 % du chiffre d'affaires total de Danone.
Concernant l'eau d’Évian, c'est environ 1,9 milliard de litres qui sont embouteillés chaque année, soit un neuvième du volume des eaux de Danone. C'est la Société anonyme des eaux minérales d’Évian, filiale de Danone, qui gère l’embouteillage. L’eau est conditionnée à l’usine d’embouteillage d’Amphion-les-Bains, où sont également fabriqués les emballages plastiques en PET. 
En France, la marque représente, dans les années 2010, 19 % du marché des eaux plates en bouteille, suivi par Contrex du groupe Nestlé. L’eau d'Évian est vendue dans 140 pays, mais surtout en France (40 % des ventes). Dans le monde, elle est première au Royaume-Uni, en Suisse, en Norvège, en Corée du Sud, en Malaisie, au Brésil, au Canada (principalement au Québec), est deuxième au Japon et est bien placée aux États-Unis. Du fait d'une politique marketing conséquente, elle est réputée être un produit haut de gamme dans plusieurs pays du monde.
En 2018, la société d'exploitation a réalisé un chiffre d'affaires de 1 625 582 200 € et dégagé un résultat de 32 677 300 € avec un effectif de 2 102 salariés.

## Lobbying auprès de l'Assemblée nationale
Danone, dont fait partie Évian, est inscrit comme représentant d'intérêts auprès de l'Assemblée nationale. La multinationale déclare à ce titre qu'en 2021 les coûts annuels de lobbying auprès du Parlement se situent entre 200'000 et 300'000 euros.